# Yash (acteur)
Naveen Kumar Gowda (Bhuvanahalli, 8 januari 1986) beter bekend onder zijn artiestennaam Yash, is een Indiaas acteur die voornamelijk in Kannadatalige films speelt.

## Carrière
Yash begon zijn acteercarrière in 2004 in televisie series als Nanda Gokula, Malebillus en Preeti Illada Mele. Zijn eerste verschijning in films was in een bijrol in Jambada Hudugi (2007) en Moggina Manasu (2008). In Rocky (2008) was hij te zien als hoofdrolspeler. Hoewel zijn films commercieel succesvol waren kwam zijn grote doorbraak in 2014 met de film Mr. and Mrs. Ramachari, wat van hem een van de best betaalde acteurs uit de Kannada filmindustrie maakte.
In 2018 verwierf Yash nationale bekendheid met KGF: Chapter 1, dat werd uitgebracht in Kannada samen met nagesynchroniseerde versies in het Hindi, Telugu, Tamil en Malayalam, het was niet alleen de duurste maar ook de meest winstgevende film in de Kannada filmindustrie.

## Maatschappelijk werk
Yash richtte in 2017 samen met zijn vrouw, actrice Radhika Pandit, de Yasho Marga Foundation op. Als eerste stap pakte de stichting de watercrisis in het district Koppal van Karnataka aan door naar verluidt Rs.4 Crore te investeren in de ontzilting van de meren en het leveren van zuiver drinkwater aan de door droogte getroffen gebieden.

## Filmografie
| Jaar | Film                    | Rol                            | Opmerking                                                 |
| ---- | ----------------------- | ------------------------------ | --------------------------------------------------------- |
| 2007 | Jambada Hudugi          |                                |                                                           |
| 2008 | Moggina Manasu          | Rahul                          |                                                           |
| 2008 | Rocky                   | Rocky                          |                                                           |
| 2009 | Kallara Santhe          | Somu                           |                                                           |
| 2009 | Gokula                  | N Raja                         |                                                           |
| 2010 | Thamassu                | Imran Saba                     | gastoptreden                                              |
| 2010 | Modalasala              | Karthik                        |                                                           |
| 2011 | Rajadhani               | Raja                           |                                                           |
| 2011 | Kirataka                | Nandisha                       |                                                           |
| 2012 | Lucky                   | Vikram/ Lucky                  |                                                           |
| 2012 | Jaanu                   | Siddharth                      |                                                           |
| 2012 | Drama                   | T. K. Venkatesha               |                                                           |
| 2013 | Chandra                 |                                | in nummer "Tasse Otthu" (Kannada), "Raaja Raajan" (Tamil) |
| 2013 | Googly                  | Sharath                        |                                                           |
| 2013 | Raja Huli               | Raja Huli                      |                                                           |
| 2014 | Gajakesari              | Krishna/ Bahubali              |                                                           |
| 2014 | Mr. and Mrs. Ramachari  | Ramachari                      | zanger "Anthamma"                                         |
| 2015 | Masterpiece             | Yuva                           | zanger "Annange Love Aagide"                              |
| 2016 | Santhu Straight Forward | Santhu                         |                                                           |
| 2018 | K.G.F: Chapter 1        | Rocky/ Raja Krishnappa Bhairya |                                                           |
| 2022 | K.G.F: Chapter 2        | Rocky/ Raja Krishnappa Bhairya |                                                           |